# Mount Cross
Mount Cross är ett berg i Antarktis. Det ligger i Västantarktis. Argentina, Chile och Storbritannien gör anspråk på området. Toppen på Mount Cross är 1 005 meter över havet, eller 193 meter över den omgivande terrängen. Bredden vid basen är 2,1 km.
Terrängen runt Mount Cross är huvudsakligen platt, men åt sydväst är den kuperad. Trakten är obefolkad. Det finns inga samhällen i närheten. 